# Fannin County, Texas
Fannin County är ett administrativt område i delstaten Texas, USA, med 33 915 invånare (2010). Den administrativa huvudorten (county seat) är Bonham. 

## Geografi
Enligt United States Census Bureau har countyt en total area på 2 328 km². 2 308 km² av den arean är land och 21 km² är vatten. 

### Angränsande countyn
- Bryan County, Oklahoma - norr
- Lamar County - öster
- Delta County - sydost
- Hunt County - söder
- Collin County - sydväst
- Grayson County - väster

### Städer och samhällen
- Bailey
- Bonham (huvudort)
- Dodd City
- Ector
- Honey Grove
- Ladonia
- Leonard
- Pecan Gap (delvis i Delta County)
- Ravenna
- Savoy
- Trenton (delvis i Grayson County)
- Whitewright (delvis i Grayson County)
- Windom